# Czesław Sokołowski

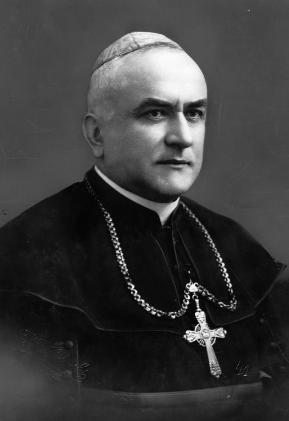
Czesław Sokołowski

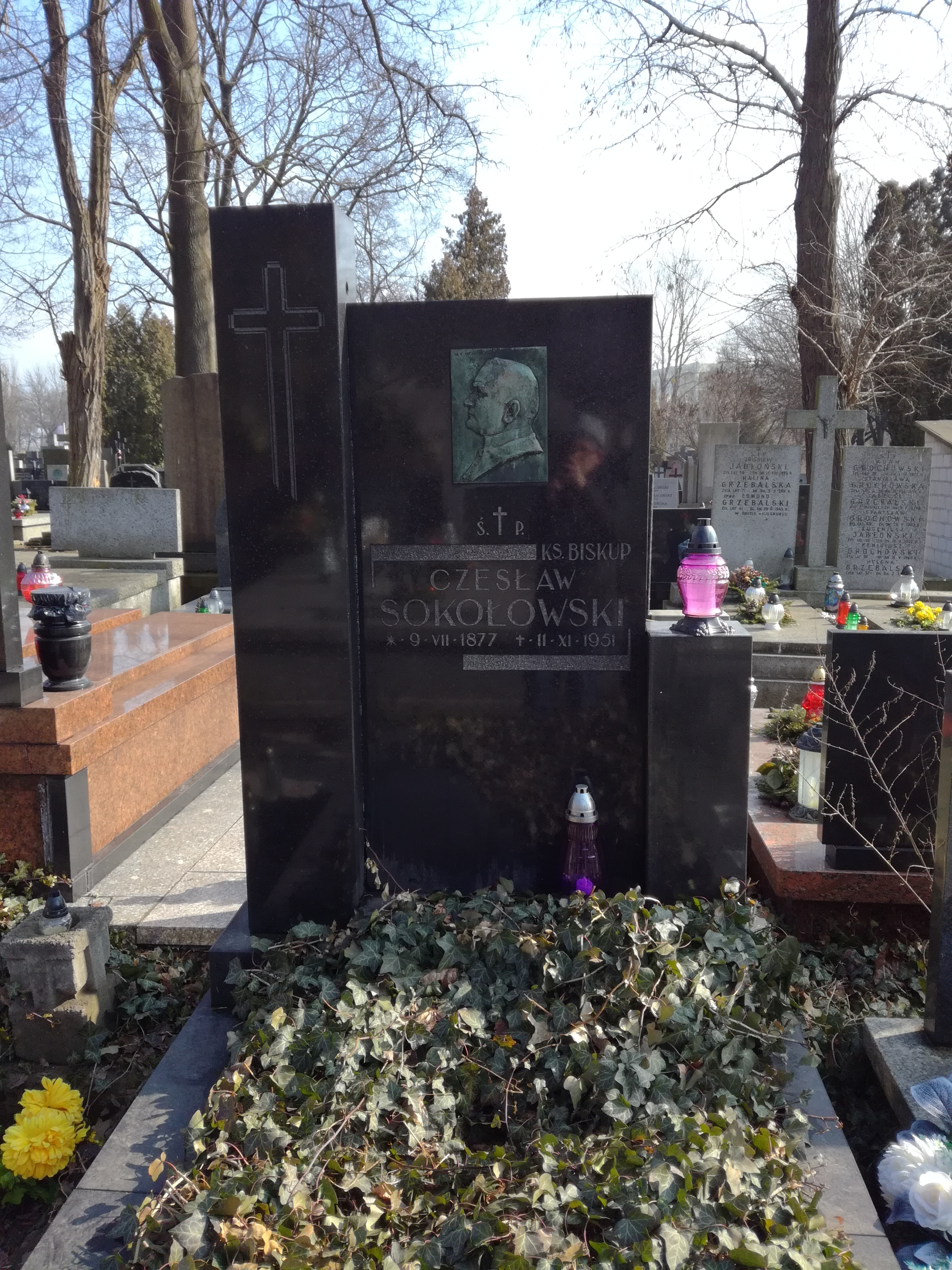
Grab von Czesław Sokołowski auf dem Friedhof Bródnowski in Warschau

Czesław Sokołowski (* 9. Juli 1877 in Warschau; † 11. November 1951 in Michalin) war ein polnischer römisch-katholischer Geistlicher und Weihbischof in Siedlce.

## Leben
Czesław Sokołowski besuchte die Schule in Warschau. Von 1895 bis 1899 studierte er Philosophie und Katholische Theologie am erzbischöflichen Priesterseminar in Warschau. Am 11. August 1901 empfing Sokołowski das Sakrament der Priesterweihe für das Erzbistum Warschau. Nach weiterführenden Studien an der Theologischen Akademie in Sankt Petersburg wurde er 1915 mit der Arbeit Przysięga antymodernistyczna. Studyum krytyczne („Der Antimodernisteneid. Eine kritische Studie“) zum Doktor der Theologie promoviert. Anschließend war Sokołowski Professor am erzbischöflichen Priesterseminar in Warschau und an der Universität Warschau. Daneben wirkte er als Gefängnisseelsorger, Kanzler der Kurie und Zensor im Rahmen des Verfahrens zur Erteilung des bischöflichen Imprimatur für die religiösen Bücher. Am 22. März 1916 verlieh ihm Papst Benedikt XV. den Titel Päpstlicher Geheimkämmerer.
Papst Benedikt XV. ernannte ihn am 25. Juli 1919 zum Titularbischof von Pentacomia und zum Weihbischof in Podlachien (ab 1925: Siedlce). Der Erzbischof von Warschau, Aleksander Kakowski, spendete ihm am 28. September desselben Jahres in der Johanneskathedrale in Warschau die Bischofsweihe; Mitkonsekratoren waren der Bischof von Podlachien, Henryk Ignacy Przeździecki, und der Weihbischof in Sejny, Romuald Jałbrzykowski. Vom 19. Oktober 1924 bis zum 17. April 1925 war Czesław Sokołowski zudem Rektor der Katholischen Universität Lublin und Professor für Fundamentaltheologie. Als Rektor galten seine Bemühungen insbesondere der Konsolidierung der finanziellen Situation der Universität. 1930 wurde er Generalvikar des Bistums Siedlce. Nach dem Tod von Bischof Henryk Ignacy Przeździecki am 9. Mai 1939 leitete Sokołowski das Bistum Siedlce für die Zeit der Sedisvakanz zunächst als Kapitularvikar und vom 27. Juni 1940 bis zum 4. Juli 1946 als Apostolischer Administrator. In dieser Funktion musste er die Priesterausbildung im Bistum Siedlce neu organisieren, nachdem das Priesterseminar in Janów durch die deutschen Besatzungsbehörden geschlossen worden war.
Sokołowski wird als einer von vier polnischen Bischöfen angesehen, die mit den deutschen Besatzern kollaboriert haben sollen. Deswegen verurteilte ihn 1944 ein Militärsondergericht der polnischen Heimatarmee in Warschau zum Tode. Jedoch bestätigte der zuständige Bezirkskommandant das Urteil nicht. In der Folge milderte die Gerichtskommission der polnischen Heimatarmee das Urteil dahingehend ab, dass ihm lediglich die bürgerlichen Ehrenrechte aberkannt wurden.
1946 trat Czesław Sokołowski als Weihbischof in Siedlce zurück. Danach lebte er in Michalin, wo er am 11. November 1951 starb. Sein Grab befindet sich auf dem Friedhof Bródnowski in Warschau.

## Schriften
- Życie dogmatu: odczyt publiczny (= Współczesne Zagadnienia Podstawowe. Band 7). Księgarnia „Kronika Rodzinna“, Warschau 1913, OCLC 803996600.
- Poznanie prawdy. Warschau 1914, OCLC 749831400.
- Przysięga antymodernistyczna. Studyum krytyczne. Księgarnia „Kronika Rodzinna“, Warschau 1916, OCLC 891273084.
- Problemat nawrócenia w najnowszej powieści Żeromskiego. Szkic krytyczny (= Współczesne Zagadnienia Podstawowe. Band 16). Księgarnia „Kronika Rodzinna“, Warschau 1917, OCLC 749638886.
- Alfred Loisy. Analiza psychologiczna. Księgarnia „Kronika Rodzinna“, Warschau 1918, OCLC 749304727.